# FK Senica 2010/2011
Tento článek se podrobně zabývá sestavou a statistikami týmu FK Senica v sezoně 2010–2011. V této sezoně FK Senica neobhajuje žádnou trofej z předchozí sezony, ve které skončila v Corgoň lize na 6. místě.

## Soupiska (jaro)
| #  | Pozice | Hráč                      |
| -- | ------ | ------------------------- |
| 26 | B      | Petr Bolek                |
| 18 | B      | Pavel Kamesch             |
| 3  | O      | Ján Gajdošík (kapitán)    |
| 16 | O      | Nicolas Ezequiel Gorosito |
| 15 | O      | Ivan Hladík               |
| 4  | O      | Martin Komárek            |
| 13 | O      | Filip Lukšík              |
| 7  | O      | Peter Petráň              |
| 17 | O      | Róbert Pillár             |
| 20 | Z      | Bolinha                   |
| 14 | Z      | Jaroslav Diviš            |
| 9  | Z      | Martin Ďurica             |

| #  | Pozice | Hráč               |
| -- | ------ | ------------------ |
| 8  | Z      | Vratislav Gajdoš   |
| 10 | Z      | David Faleiro Kaka |
| 6  | Z      | Tomáš Kóňa         |
| 23 | Z      | Juraj Križko       |
| 5  | Z      | Miroslav Poliaček  |
| 2  | Z      | Tomáš Strnad       |
| 12 | Z      | Stef Wijlaars      |
| 11 | Ú      | Petr Hošek         |
| 33 | Ú      | Juraj Piroska      |
| 19 | Ú      | Ondřej Smetana     |
| 22 | Ú      | Michal Vilkovský   |

### Statistiky hráčů FK Senica 2010/2011
| Pozice | Jméno hráče               | Zápasy | Počet minut | Čistá konta | Žluté karty | Červené karty | Národnost           |
| B      | Petr Bolek                | 33     | 2970        | 16          | 3           | 0             | Česko               |
| Pozice | Jméno hráče               | Zápasy | Počet minut | Góly        | Žluté karty | Červené karty | Národnost           |
| O      | Ján Gajdošík              | 26     | 2227        | 0           | 4           | 0             | Slovensko           |
| O      | Nicolas Ezequiel Gorosito | 15     | 1350        | 0           | 3           | 0             | Argentina           |
| O      | Martin Komárek            | 9      | 653         | 0           | 6           | 0             | Česko               |
| O      | Filip Lukšík              | 33     | 2970        | 3           | 2           | 0             | Slovensko           |
| O      | Samir Merzić              | 17     | 1530        | 0           | 3           | 0             | Bosna a Hercegovina |
| O      | Peter Petráň              | 4      | 257         | 0           | 2           | 0             | Slovensko           |
| O      | Róbert Pillár             | 31     | 2716        | 4           | 3           | 0             | Slovensko           |
| Z      | Ivan Belák                | 8      | 363         | 0           | 1           | 0             | Slovensko           |
| Z      | Bolinha                   | 5      | 160         | 0           | 1           | 0             | Brazílie            |
| Z      | Jaroslav Diviš            | 32     | 2799        | 10          | 4           | 0             | Česko               |
| Z      | Martin Ďurica             | 18     | 1077        | 0           | 5           | 0             | Slovensko           |
| Z      | Vratislav Gajdoš          | 11     | 290         | 0           | 0           | 0             | Slovensko           |
| Z      | Miloš Juhász              | 7      | 116         | 0           | 1           | 0             | Slovensko           |
| Z      | David Faleiro Kaka        | 1      | 9           | 0           | 0           | 0             | Brazílie            |
| Z      | Tomáš Kóňa                | 32     | 2880        | 4           | 1           | 0             | Slovensko           |
| Z      | Juraj Križko              | 10     | 728         | 0           | 3           | 0             | Slovensko           |
| Z      | Miroslav Poliaček         | 9      | 246         | 1           | 0           | 0             | Slovensko           |
| Z      | Tomáš Strnad              | 25     | 2154        | 2           | 8           | 0             | Česko               |
| Z      | Róbert Szegedi            | 9      | 250         | 0           | 1           | 0             | Slovensko           |
| Z      | Stef Wijlaars             | 17     | 1363        | 0           | 4           | 0             | Nizozemsko          |
| Ú      | Petr Faldyna              | 12     | 496         | 0           | 0           | 0             | Česko               |
| Ú      | Petr Hošek                | 14     | 639         | 4           | 0           | 0             | Česko               |
| Ú      | Juraj Piroska             | 30     | 2524        | 7           | 3           | 0             | Slovensko           |
| Ú      | Ondřej Smetana            | 29     | 2264        | 18          | 6           | 1             | Česko               |
| Ú      | Onome Sodje               | 1      | 28          | 0           | 0           | 0             | Nigérie             |

- hráči bez jediného startu: Andrej Fišan, Pavel Kamesch, Ivan Hladík, Roland Števko, Michal Vilkovský

### Střelecká listina
| Poz. | Nár.      | Hráč                | Góly | Corg. liga | Slov. pohár |
| ---- | --------- | ------------------- | ---- | ---------- | ----------- |
| Ú    | Česko     | Ondřej Smetana      | 18   | 18         | -           |
| Z    | Česko     | Jaroslav Diviš      | 10   | 10         | -           |
| Ú    | Slovensko | Juraj Piroska       | 7    | 7          | -           |
| O    | Slovensko | Róbert Pillár       | 4    | 4          | -           |
| Z    | Slovensko | Tomáš Kóňa          | 4    | 4          | -           |
| Ú    | Česko     | Petr Hošek ±        | 4    | 4          | -           |
| O    | Slovensko | Filip Lukšík        | 3    | 3          | -           |
| Z    | Česko     | Tomáš Strnad        | 2    | 2          | -           |
| Z    | Slovensko | Miroslav Poliaček ± | 1    | 1          | -           |
|      |           | soupeřův vlastní    | 1    | 1          | 0           |
|      |           | Celkem              | 54   | 54         | 0           |

Poslední úprava: 13. dubna 2014 (po 33. kole)

Vysvětlivky: ± = odehrál pouze jarní část

### Ligová tabulka
| Poř. | Tým                      | Z  | V  | R  | P  | VG | OG | B  |
| ---- | ------------------------ | -- | -- | -- | -- | -- | -- | -- |
| 1.   | ŠK Slovan Bratislava     | 33 | 20 | 8  | 5  | 63 | 22 | 68 |
| 2.   | FK Senica                | 33 | 18 | 7  | 8  | 54 | 30 | 61 |
| 3.   | MŠK Žilina               | 33 | 14 | 12 | 7  | 47 | 28 | 54 |
| 4.   | FC Spartak Trnava        | 33 | 13 | 10 | 10 | 40 | 30 | 49 |
| 5.   | FK Dukla Banská Bystrica | 33 | 13 | 9  | 11 | 39 | 32 | 48 |

Poslední úprava: 13. dubna 2014 (po 33. kole).

Vysvětlivky: Z = Zápasy; V = Výhry; R = Remízy; P = Prohry; VG = Vstřelené góly; OG = Obdržené góly; B = Body.